# Beaucamps-Ligny
Beaucamps-Ligny település Franciaországban, Nord megyében. Lakosainak száma 845 fő (2022. január 1.). Beaucamps-Ligny Radinghem-en-Weppes, Santes, Wavrin, Erquinghem-le-Sec, Escobecques, Fournes-en-Weppes, Hallennes-lez-Haubourdin és Le Maisnil községekkel határos.

## Népesség
A település népességének változása:
| Lakosok száma | 866  | 857  | 879  | 856  | 851  | 851  | 844  | 844  | 845  |
|               | 2013 | 2015 | 2016 | 2017 | 2018 | 2019 | 2020 | 2021 | 2022 |